# Hide Away (canción de Daya)
«Hide Away» es una canción de la cantante estadounidense Daya, publicado el 22 de abril de 2015. Además de ser su sencillo debut, es el sencillo líder de su primer extended play (EP) titulado homónimamente Daya lanzado ese mismo año. La canción llegó a la posición número 23 de la lista Billboard Hot 100 en Estados Unidos, siendo el primer top 40 (éxito) en su país. El sencillo también se enlistó en muchos otros países como Alemania, Australia, Italia, Países Bajos, Noruega, Suiza y Suecia.
La canción fue bien recibida por los críticos de música, considerándola como una elección perfecta para ser sencillo. La canción ha sido certificada Platino por la Recording Industry Association of America (RIAA). Un video musical para la canción fue estrenado el 28 de octubre de 2016, Daya actuó la canción en vivo en los Radio Disney Music Awards 2016 junto a la cantante de country-pop Kelsea Ballerini.

## Antecedentes
«Hide Away» fue lanzado y promovido por los sellos de Artbeatz, Z Entertainment, y RED Distribution el 22 de abril de 2015. Fue escrito por Gino Barletta, Brett McLaughlin, y Britten Newbill, y estuvo producido por Scott Bruzenak.

## Composición
Musicalmente, está compuesto en la nota de Re mayor, con un tempo de 95 beats por minuto.

## Recepción crítica
La canción fue bien recibido digitalmente,y obtuvo el apoyo de un gran número de vloggeros conocidos como Tyler Oakley y Perez Hilton, el último comentando "hay algo muy especial en la voz de Daya". Jason Lipshutz de la revista Billboard también mostró la canción en su sitio web oficial, etiquetándolo "un debut magnífico".

## Video musical
El 28 de octubre de 2015 se estrenó un video musical para promover la canción, pero meses después fue bloqueado por su equipo, para dar lugar a uno nuevo, que fue liberado el 4 de enero de 2016 en el canal oficial de Vevo/YouTube de la cantante, y así comenzar desde cero su promoción. El nuevo video fue una versión mejorada del anterior, con escenas nuevas y otras editadas, pero con una menor duración, ambos fueron dirigidos por el director Armen Soudjian.

## Actuaciones en vivo
El 1 de mayo de 2016, Daya actuó la canción en los Radio Disney Music Awards 2016 con Kelsea Ballerini como una mezcla con su canción «Peter Pan».

## Posicionamiento
| Listas (2015–16)                                  | Posiciones |
| ------------------------------------------------- | ---------- |
| Australia (ARIA)                                  | 6          |
| Austria (Ö3 Austria Top 40)                       | 45         |
| Bélgica (Flandes) (Ultratop 50)                   | 35         |
| Bélgica (Valonia) (Ultratip Bubbling Under)       | 15         |
| Canadá (Canadian Hot 100)                         | 18         |
| Alemania (Media Control AG)                       | 44         |
| Irlanda (IRMA)                                    | 57         |
| Italia (FIMI)                                     | 95         |
| Países Bajos (Mega Single Top 100)                | 48         |
| Nueva Zelanda (Recorded Music NZ)                 | 15         |
| Noruega (VG-lista)                                | 29         |
| Eslovaquia (Singles Digitál Top 100)              | 25         |
| Suecia (Sverigetopplistan)                        | 55         |
| Suiza (Schweizer Hitparade)                       | 55         |
| Reino Unido (UK Indie Chart)                      | 6          |
| Estados Unidos (Billboard Hot 100)                | 23         |
| Estados Unidos (Adult Top 40)                     | 16         |
| Estados Unidos (Billboard Dance/Mix Show Airplay) | 20         |
| Estados Unidos (Mainstream Top 40)                | 7          |

## Certificaciones
| Región | Certificación | Simbolización | Ventas     |
| --- | ------------- | ------------- | ---------- |
| Australia (ARIA) | Platino       | ▲             | 70,000^    |
| Nueva Zelanda (RMNZ) | Platino       | ▲             | 15,000*    |
| Estados Unidos (RIAA]) | Platino       | ▲             | 1,000,000~ |
| ^ cifras de envíos sobre la base de la certificación por sí sola * las cifras de ventas sobre la base de la certificación por sí sola ~ cifras no especificadas sobre base de la certificación por sí sola |               |               |            |